# 106 (số)
106 (một trăm linh sáu) là một số tự nhiên ngay sau 105 và ngay trước 107.